# Bruno Schatz
Pour les articles homonymes, voir Schatz (homonymie).
Bruno Schatz (24 juin 1894 à Markneukirchen - 3 décembre 1974 à Berlin) est un Generalmajor allemand qui a servi au sein de la Heer dans la Wehrmacht pendant la Seconde Guerre mondiale.
Il a été récipiendaire de la Croix de chevalier de la Croix de fer. Cette décoration est attribuée pour récompenser un acte d'une extrême bravoure sur le champ de bataille ou un commandement militaire avec succès.

## Biographie
Bruno Schatz s'engage le 23 février 1915 comme volontaire de guerre dans l'armée saxonne. Fils d'un propriétaire d'une entreprise d'exportation, il rejoint le 133e régiment d'infanterie (de), où il opte pour la carrière d'officier et est promu au grade de porte-drapeau en juin 1915. Le 3 décembre 1915, il est promu lieutenant dans le 134e régiment d'infanterie.
Bruno Schatz est capturé par les troupes soviétiques en mai 1945 dans la Poche de Courlande. Il est emprisonné jusqu'en octobre 1955.

## Décorations
- Croix de fer (1914)
  - 2e Classe
  - 1re Classe
- Croix de chevalier de l'Ordrr Royal de Hohenzollern avec glaives
- Croix d'honneur
- Agrafe de la Croix de fer (1939)
  - 2e Classe
  - 1re Classe
- Médaille du Front de l'Est
- Croix allemande en Or (19 décembre 1941)
- Croix de chevalier de la Croix de fer
  - Croix de chevalier le 9 décembre 1944 en tant que Oberst et commandant du Grenadier-Regiment 977[1]